# Злоткі (Островський повіт)
Злоткі (пол. Złotki) — село в Польщі, у гміні Боґути-П'янки Островського повіту Мазовецького воєводства.
Населення — 161 особа (2011).
У 1975-1998 роках село належало до Ломжинського воєводства.

## Демографія
Демографічна структура станом на 31 березня 2011 року:
|          | Загалом | Допрацездатний вік | Працездатний вік | Постпрацездатний вік |
| -------- | ------- | ------------------ | ---------------- | -------------------- |
| Чоловіки | 85      | 22                 | 48               | 15                   |
| Жінки    | 76      | 21                 | 33               | 22                   |
| Разом    | 161     | 43                 | 81               | 37                   |